# Клейсбург (Пенсільванія)
Клейсбург (англ. Claysburg) — переписна місцевість (CDP) в США, в окрузі Блер штату Пенсільванія. Населення — 1291 особа (2020).

## Географія
Клейсбург розташований за координатами 40°17′23″ пн. ш. 78°26′54″ зх. д. / 40.28972° пн. ш. 78.44833° зх. д. (40.289654, -78.448225).  За даними Бюро перепису населення США в 2010 році переписна місцевість мала площу 6,66 км², уся площа — суходіл.

## Демографія
Згідно з переписом 2010 року, у переписній місцевості мешкало 1625 осіб у 658 домогосподарствах у складі 452 родин. Густота населення становила 244 особи/км².  Було 709 помешкань (106/км²).
Расовий склад населення:
| - 98,2 % — білих - 0,4 % — чорних або афроамериканців - 0,1 % — азіатів |

До двох чи більше рас належало 1,2 %. Частка іспаномовних становила 0,9 % від усіх жителів.
За віковим діапазоном населення розподілялося таким чином: 26,3 % — особи молодші 18 років, 59,6 % — особи у віці 18—64 років, 14,1 % — особи у віці 65 років та старші. Медіана віку мешканця становила 36,2 року. На 100 осіб жіночої статі у переписній місцевості припадало 89,6 чоловіків;  на 100 жінок у віці від 18 років та старших — 83,5 чоловіків також старших 18 років.
Середній дохід на одне домашнє господарство  становив 46 811 долар США (медіана — 41 250), а середній дохід на одну сім'ю — 54 982 долари (медіана — 54 531). Медіана доходів становила 38 375 доларів для чоловіків та 38 177 доларів для жінок. За межею бідності перебувало 21,7 % осіб, у тому числі 33,1 % дітей у віці до 18 років та 19,0 % осіб у віці 65 років та старших.
Цивільне працевлаштоване населення становило 767 осіб. Основні галузі зайнятості: освіта, охорона здоров'я та соціальна допомога — 38,3 %, роздрібна торгівля — 16,3 %, виробництво — 8,3 %, науковці, спеціалісти, менеджери — 6,3 %.